# Marcel Vaucel
Marcel Augustin Vaucel est un médecin militaire et biologiste français, membre de la France libre, inspecteur général des instituts Pasteur d'outre-mer, né le 16 janvier 1894 à Brest (Finistère) et mort le 9 septembre 1969 dans le 15e arrondissement de Paris.

## Biographie

### Jeunesse et formation
Marcel Vaucel est le fils d'Augustin Vaucel, lui même médecin de Marine, et de Louise Emma Devèze, son père est au Soudan au jour de sa naissance. Marcel Vaucel s'engage dans le Marine au titre de l'École de santé navale de Bordeaux en octobre 1912. La Première Guerre mondiale interrompt ses études et à partir de 1916 il sert dans la Marine nationale en Méditerranée à bord du Justice pour toute la durée du conflit. C'est alors qu'il est cité à l'ordre de l'armée. Il ne peut reprendre ses études qu'en 1919.

### Entre-deux-guerres
Après sa soutenance de thèse Marcel Vaucel est affecté comme médecin-aide-major de première classe (lieutenant) aux frontières du Maroc espagnol alors en conflit (1920-1922). À Midelt sur le cours supérieur de la Moulouya il croise la vie de Sylvette Fillacier avec laquelle il partage un regard aigu sur la société coloniale que l'actrice rapporte 35 ans plus tard dans son recueil de souvenir. S’ensuit un séjour en Mauritanie (1923-1925) comme médecin du cercle de Tagant.
Entre 1925 et 1926, alors qu'il est médecin-major de deuxième classe (capitaine), il suit à l'Institut Pasteur à Paris le cours de microbiologie surnommé le Grand cours, qui sera déterminant pour la suite de sa carrière comme biologiste et scientifique.

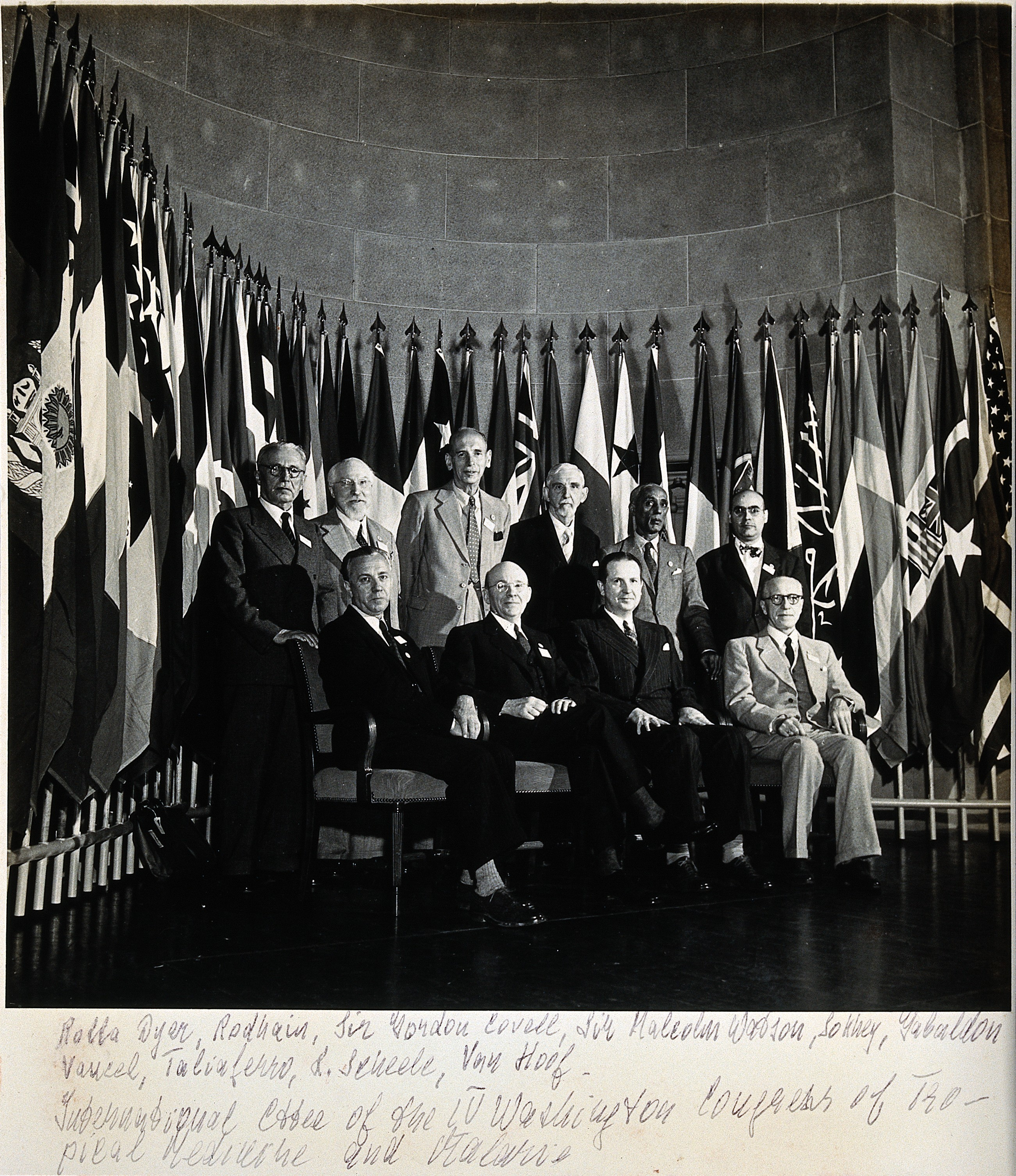
Le Comité scientifique du Congrès international de Médecine tropicale et du Paludisme, tenu à Washington en 1948, Marcel Vaucel est le premier assis à gauche.

Il sert ensuite en position hors-cadre des armées, dans les Instituts Pasteur d'outre-mer, comme chef de laboratoire puis directeur. C'est d'abord et successivement de 1926 à 1928 puis de 1929 à 1932 à Brazzaville où il est membre du comité scientifique de la tsé-tsé et de la trypanosomiase. Entre ces deux séjours, il fait un bref retour à l'Institut à Paris où il étudie la prostistologie auprès de Félix Mesnil. C'est à Brazzaville qu'il est promu médecin-commandant en 1930 et qu'il épouse en secondes noces Suzanne Lecomte le 3 mars 1931.
Cette première période pastorienne de sa carrière est riche en travaux scientifiques, à Paris auprès de Félix Mesnil il décrit l'existence de deux variétés de Bartonella muris affectant la souris, il étudie aussi les manifestations des Bartonella bacilliformis chez l'homme en particulier en co-infection avec Eperythrozoon. Face au développement de la tuberculose il promeut la vaccination par le BCG dans les écoles brazzavilloises et dès ce séjour il commence à s'intéresser au paludisme qui restera sa vie durant un de ses sujets de recherche de prédilection. Enfin de cette époque date le début de ses travaux sur la trypanosomiase ouvrant la voie aux premières études immunologiques qui s'avèrent essentielles en matière de diagnostic pendant les phases de latence de la maladie, distinguant le premier les stades évolutifs lymphatico-sanguin et encéphalo-méningé de la maladie, et conceptualisant l'emploi des arsenicaux en thérapeutique tout en étudiant les résistances à ces substances,.
Il est affecté de 1933 à 1938 à l'Institut Pasteur d'Hanoi,. Il y étudie particulièrement la mélioïdose et démontre la possibilité de contamination humaine par l'eau souillée par le bacille de Withmore qui ne sera confirmée que quinze années plus tard. Il identifie la présence de Leptospira icterohemorragiae au Tonkin et lui attribue la fréquence locale des leptospiroses. De même il démontre la présence de plusieurs rickettsioses dont le typhus murin.
En 1938, médecin lieutenant-colonel, il est nommé directeur du Service de santé de la Guinée, son séjour y est bref et dès 1939 il est désigné pour aller créer au Cameroun sous mandat français une filiale de l'Institut Pasteur,.

### Médecin de la France libre
Au début du conflit mondial, Marcel Vaucel est maintenu au Cameroun comme directeur du service de santé du territoire, fonction purement civile. C'est ainsi qu'il se trouve au cœur des évènements qui débouchent le 27 août 1940 sur le ralliement du Cameroun et de l'Afrique équatoriale française au Général de Gaulle. Il a rejoint la France libre le 1er août 1940. Cet engagement lui vaut d'être mis d'office à la retraite par le gouvernement de Vichy le 12 juillet 1941.
Dans ce territoire sous mandat français depuis deux décennies il n'y avait pas de force militaire organisée mais seulement une milice. Il faut donc dès la fin d'août 1940 créer une force armée par la mobilisation locale et l'affectation des militaires français évadés d'Afrique occidentale française et d'ailleurs qui affluent. Par voie de conséquence il faut créer le Service de santé militaire amené à soutenir ces troupes tout en continuant d'assumer la direction de la santé publique, organiser le ravitaillement sanitaire et la base arrière pour les évacuations sanitaires en provenance du Tchad etc. Il crée avec Adolphe Sicé un service de santé militaire pour le soutien de l'Afrique française libre. C'est dans la partie civile de ses fonctions qu'il supervise l'expérience de gouvernement médical d'un territoire réalisée dans la région médicale du Haut-Nyong qui le marquera durablement.
En 1942, médecin colonel, il est nommé directeur du service de santé de l'Afrique française libre en poste à Brazzaville. En 1943, le Gouvernement d'Alger le désigne comme directeur du service de santé des colonies et en août 1944 il préside la commission de la santé publique de la Conférence africaine de Brazzaville. À la fin de l'année 1944 il est de retour à Paris où il prend la direction du service de santé au ministère de la France d'Outre-mer. Dans ces deux dernières affectations il décide d'abord en juin 1944 que le Service général autonome de la maladie du sommeil (SGAMS) doit s'ouvrir à la polyvalence et étendre ses compétences et sa manière de faire aux autres endémies tropicales (paludisme, lèpre, tréponématoses, etc.) mais aussi dans la mise en œuvre de nouveaux programmes de vaccinations ; puis début 1945 il procède à la mise en place concrète du Service général d'hygiène mobile et de prophylaxie (SGHMP) en lieu et place du SGAMS,,,.

### Fin de carrière militaire

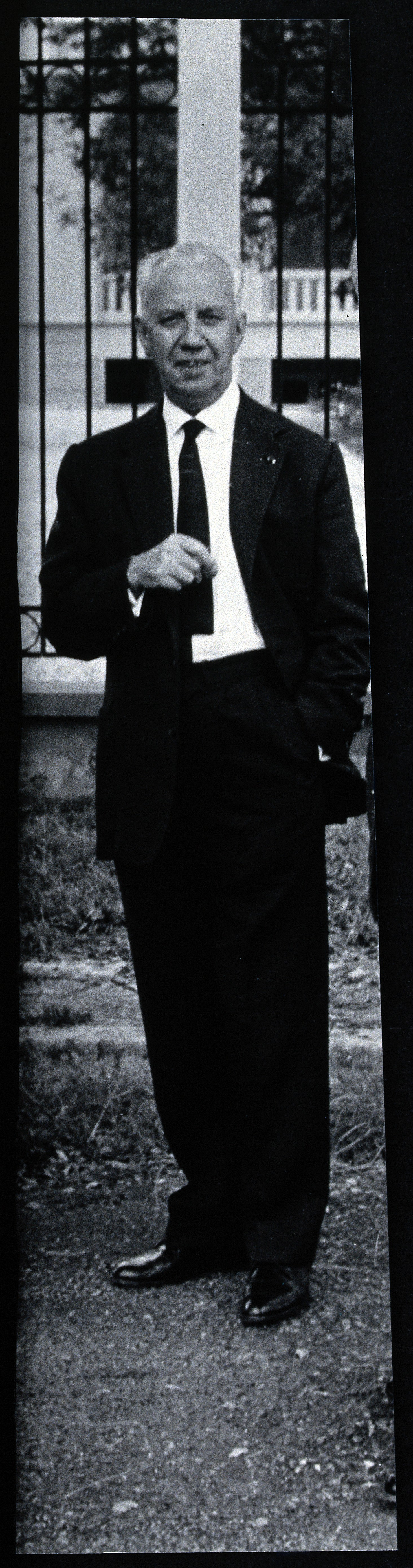
Marcel Vaucel en 1953 photographié par Leonard Jan Bruce-Chwatt.

Marcel Vaucel est médecin général inspecteur (général de division) et dirige à Paris le Service de santé du ministère de la France d'outre-mer sept ans durant jusqu'en 1951. Au lendemain d'une guerre qui a divisé la France et les français il lui faut non seulement reconstruire un service public de santé dans tous les territoires de l'Empire colonial, mais aussi son service de santé militaire au moment où d'une part une loi de dégagement des cadres invite de nombreux soignants militaires à une reconversion méritée tandis que des menaces d'épuration pèsent sur certains d'entre eux, et où d'autre part débute le conflit indochinois qui demande un nombre croissant de soignants militaires que le ministère des Forces armées n'est pas en état de fournir au ministère de la France d'Outre-mer. Dans ces circonstances Vaucel fait preuve de pragmatisme, équité et hauteur de vue qui lui permettent de sauver l'unité du Corps de santé colonial. Mais il lui faut résoudre le besoin en effectifs en Indochine. En effet le Service de santé des troupes coloniales qu'il dirige, doit assurer environ 90% des besoins humains et en infrastructures sanitaires du Corps expéditionnaire ce que les effectifs de l'armée d'active ne peuvent lui fournir. Marcel Vaucel décide alors d'exploiter les possibilités offertes par le nouveau Corps militaire de liaison administrative d'Extrême-Orient (CMLAEO) pour recruter des soignants civils volontaires pour servir sous statut militaire, fusse au prix de quelques interprétations des textes. Cette initiative permis de régler une crise des effectifs insolvable autrement et montre la capacité de Marcel Vaucel à vaincre des situations d'injonction paradoxale tout en rédigeant son monumental ouvrage de Médecine tropicale.
En 1946 il participe aux travaux de la Commission technique préparatoire de la conférence internationale de la santé, tenue à Paris du 18 mars au 5 avril 1946 qui jette les bases de la future Organisation mondiale de la santé (OMS). En 1947, débutent les travaux du Comité d’Experts sur le paludisme de la Commission intérimaire de l'OMS qui aboutiront en 1955 au lancement du Programme mondial d'éradication du paludisme (1955-1969). D'emblée la stratégie d'emploi massif du DDT est envisagée et Marcel Vaucel s'en fait l'écho et le promoteur pour les colonies françaises fortement impaludées. Car ce sont les aspects de prévention et prophylaxie du paludisme qui retiennent le plus son attention et très tôt il s'attache aux problèmes qu'engendrent les résistances des moustiques aux insecticides.
En dehors de ses fonctions officielles, Marcel Vaucel s'est lancé dans la préparation d'une encyclopédie consacrée à la médecine tropicale. Il en rédige personnellement 62 chapitres et s'entoure de spécialistes auxquels il confie la rédaction des sujets dont il n'est pas le meilleur expert du moment. L'ensemble paraît en 1951 dans la Collection médico-chirurgicale à révision annuelle des éditions médicales Flammarion sous le titre Médecine tropicale et comporte près de 2 000 pages, les révisions annuelles permettent de tenir à jour l'ouvrage qui de ce fait restera la référence en langue française jusqu'aux années 1970,. En 1951 il décide de quitter l'institution militaire avant la limite d'âge.

### De nouveau Pastorien

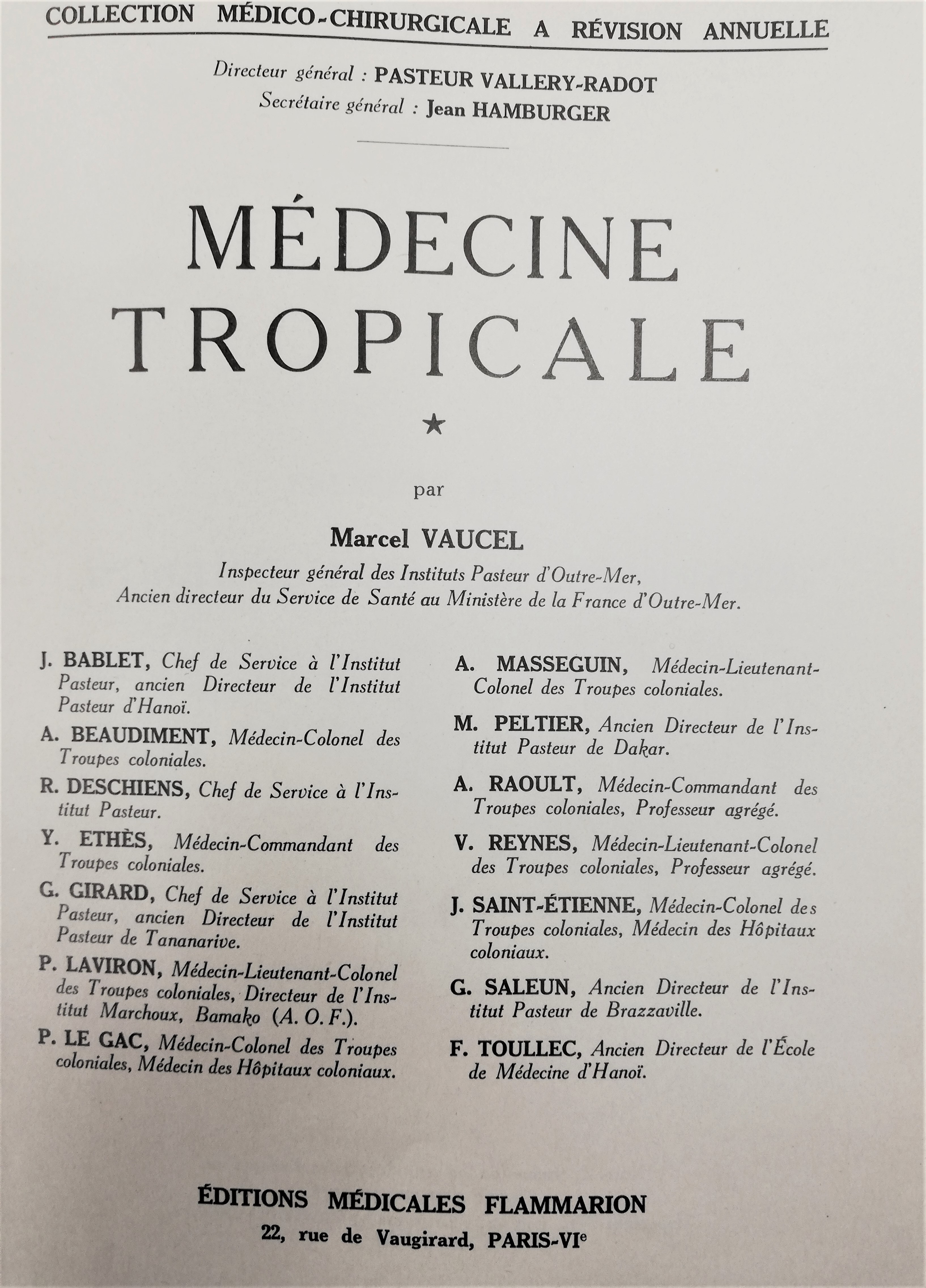
Page de garde du premier volume du traité de Médecine tropicale conçu, dirigé et en grande partie rédigé par Marcel Vaucel.

En 1951, à contre-courant de beaucoup, Marcel Vaucel interrompt volontairement sa carrière militaire et celle d'administrateur pour retourner à celle de biologiste et de scientifique, d'aucuns considèrent cette dernière partie de carrière comme le couronnement de sa vie. Civil, il devient inspecteur général des Instituts Pasteur d'outre-mer (IPOM)  puis en 1959, directeur général des Instituts Pasteur Hors Métropole et le restera jusqu'à sa retraite en 1967. En 1952 il fait créer à l'Hôpital Pasteur (Paris) une consultation de médecine tropicale qu'il anime jusqu'à sa mort. En 1953 il préside le cinquième Congrès International de Médecine Tropicale et du Paludisme qui se tient à Istanbul,. Sa fonction l'amène à se préoccuper de la situation de la fièvre jaune et de l'émergence des arboviroses en pathologie humaine, c'est ainsi qu'il supervise la création de l'Institut Pasteur de Bangui qui se consacrera d'abord à cette thématique et appuiera l'action des instituts de Dakar et Addis-Abeba lorsque des épidémies de fièvre jaune sévissent au Sénégal et en Éthiopie.
Inscrit au Tableau des experts pour l'OMS, il siège dans ses comités d'experts pour le paludisme, pour les affections parasitaires et l'administration de la santé publique, et il préside le comité d'experts de la trypanosomiase. Il siège aussi au comité scientifique de la Tsé-tsé et de la Trypanosomiase de la Commission de Coopération technique en Afrique au Sud du Sahara (CCTA),. Sur le sujet des trypanosomiases, expert reconnu et bénéficiant d'une véritable antériorité sur le sujet, Marcel Vaucel dénonce régulièrement l'optimisme officiel qu'engendre la situation épidémiologique favorable obtenue au début des années 1960 sur le continent africain et il milite pour le maintien d'une politique de lutte dotée de moyens appropriés comme dans la conclusion de son volumineux rapport paru en 1963. La dégradation dramatique de la situation dans les dernières décennies du XXe siècle justifie malheureusement le pessimisme prudent de Marcel Vaucel. Sur le sujet du paludisme, Marcel Vaucel poursuit son engagement dans le développement du Programme mondial d'éradication du paludisme, et préside à la rédaction des versions successives (de 1954 à 1964) en français du référentiel terminologique international de paludologie. De 1962 à 1966, il préside la Société de pathologie exotique.
En 1967 il est admis à l'honorariat de sa fonction. Honorariat tout relatif car il continue sa réflexion scientifique et sa probable dernière publication est consacrée à l'introduction dans la langue française du mot paludisme.

## Hommages et distinctions
- Grand officier de la Légion d'honneur
- Croix de guerre 1914–1918
- Médaille de la Résistance française
- Médaille d'honneur des épidémies, échelon d'or
- Commandeur de l'ordre de Léopold

Marcel Vaucel est grand-officier de la légion d'honneur, titulaire de la croix de guerre 1914-1918, de la médaille de la Résistance française, Médaille d'or des épidémies, Commandeur de l'Ordre de Léopold et titulaire de nombreuses autres distinctions,,.
Marcel Vaucel est membre de l'Académie des sciences d'outre-mer et du Conseil supérieur d'hygiène publique (France), de l'Académie royale belge des sciences d'outre-mer, de l'Académie de médecine de Lima, de la Royal Society of Tropical Medicine and Hygiene (Londres), expert et consultant de l'Organisation mondiale de la santé. Le 12 mai 1969 alors que la maladie qui va bientôt l'emporter poursuit son œuvre, Marcel Vaucel reçoit la Médaille d'Or de la Société de pathologie exotique au siège de l'UNESCO à Paris.
Le Médecin général inspecteur Marcel Vaucel est le parrain de la promotion de 2002 d'élèves officiers de l'École du service de santé des armées de Bordeaux.